# Heteradelphia
Heteradelphia, biljni rod iz porodice primogovki smješten u podtribus Mimulopsidinae dio tribusa Ruellieae, potporodica Acanthoideae. Sastoji se od dvije afričke vrste 

## Opis
Grmovi ili polugrmovi iz zapadne tropske Afrike.

## Vrste
1. Heteradelphia paulojaegeria Heine
2. Heteradelphia paulowilhelmia Lindau; tipična vrsta, endem otoka São Tomé